# Musée Maurice-Dufresne
 (mai 2022).
Si vous disposez d'ouvrages ou d'articles de référence ou si vous connaissez des sites web de qualité traitant du thème abordé ici, merci de compléter l'article en donnant les références utiles à sa vérifiabilité et en les liant à la section « Notes et références ».
Le musée Maurice-Dufresne est installé en Touraine, sur le site d’un moulin du Xe siècle à Marnay, hameau dépendant d’Azay-le-Rideau, petite commune d’Indre-et-Loire réputée pour son château. Le musée fut construit autour d'une ancienne papeterie du XIXe siècle, contenant encore ses mécanismes, dans un parc paysagé de six hectares. Une grande allée entourée de véhicules donne accès au musée dans une immense surface couverte d’environ 10 000 m2. Le musée contient plus de 40 salles, 1 km de visite avec près de 3000 objets et véhicules exposés.

## Histoire
En 1026, Geoffroy de l’Ile, alors propriétaire de Marnay, en fait don à l’abbaye de Cormery.
Après avoir longtemps moulu le grain des paysans de la région, le moulin de Marnay connaît la prospérité au XIXe siècle quand trois papetiers s’associent pour y fonder une grande papeterie en 1837. La crise économique de 1929 met fin à l’essor de cette activité industrielle qui s’arrête définitivement à la veille de la Seconde Guerre mondiale.
Le Moulin connaît alors des fortunes aussi diverses que passagères, et devient conserverie, ateliers de confection, dépôt-vente de produits agricoles, etc. Il reste de nombreuses années à l’abandon jusqu'à ce que Mr Maurice Dufresne en fasse l’acquisition en 1983.
Mr Maurice Dufresne, ancien maréchal-ferrant, est né en 1930 en Indre-et-Loire. Il devient compagnon à dix-huit ans pour faire son tour de France. Il revient en Touraine en 1953 pour s’installer à Villeperdue dans une maréchalerie. Voyant l'ère de la traction animale prendre fin, Il se mit à fabriquer des remorques agricoles puis, pour assurer la pérennité de son entreprise, il se lance dans la récupération, l’achat et la revente de tous produits d’occasion. Les établissements Dufresne sont connus et reconnus dans toute la région.
Maurice Dufresne est aussi passionné par le machinisme agricole, les moteurs, la mécanique en tout genre et l’armurerie. Alors pendant 40 ans, il rassemble une collection probablement unique en son genre issue des quatre coins de France.
Pour sauver de l’oubli toutes ces vieilles machines que l’on détruit aussi vite que la technologie évolue, il achète le moulin de Marnay pour y installer cette collection qu’il veut faire découvrir au plus grand nombre. Pendant près de 10 ans, il restaure à la fois les véhicules et l'ancienne papeterie et le musée Maurice-Dufresne ouvre ses portes en 1992.

## Collection

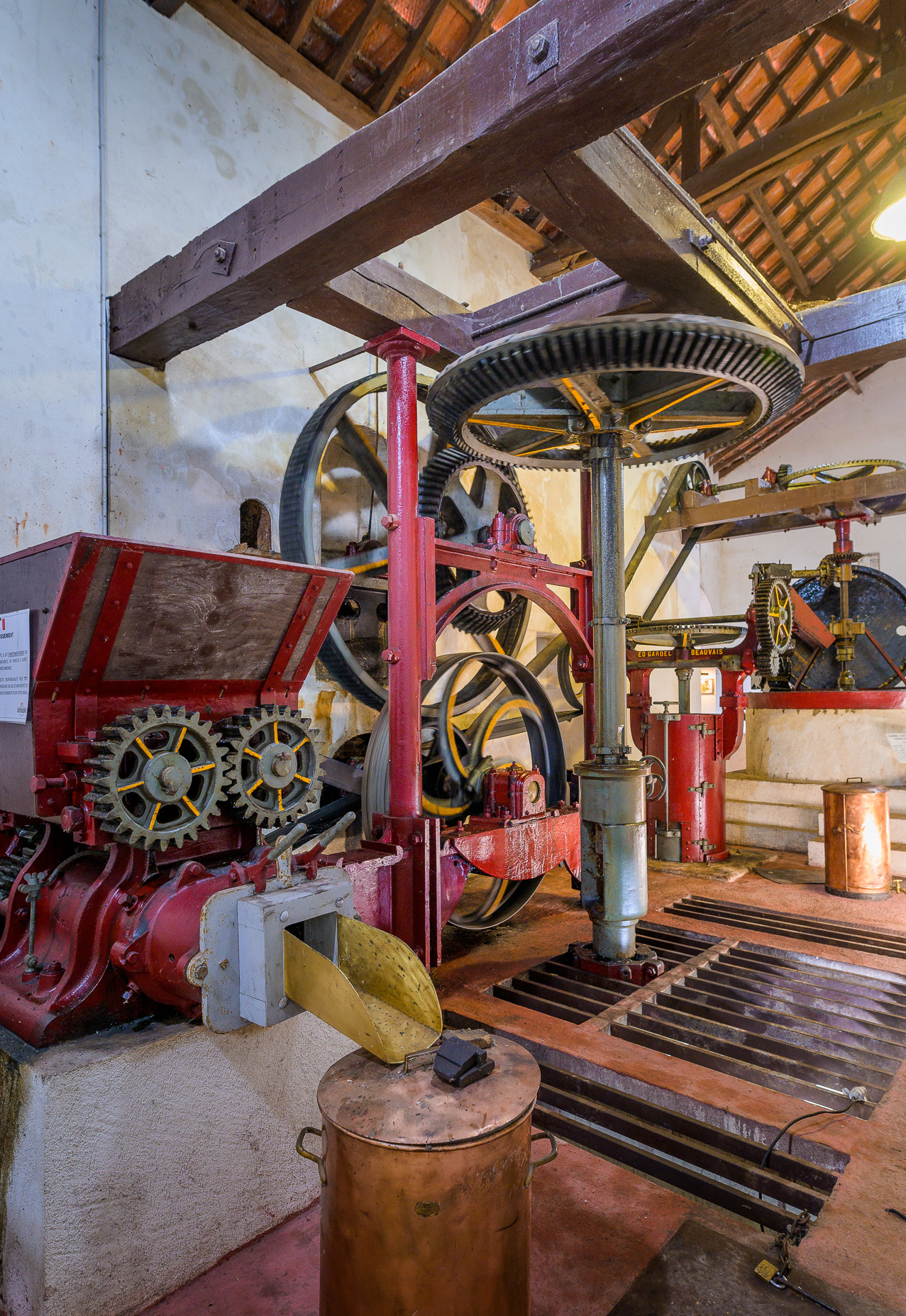
Turbine hydraulique Fontaine 1877

La collection hétéroclite du musée comprend près de 3000 objets (dont 250 véhicules, 1600 armes ou encore 300 affiches et plaques émaillées) tels que :
- Une guillotine de la Révolution de 1792 et des têtes de cire de condamnés célèbres.
- Des métiers à tisser du XIXe siècle, le plus ancien datant du XVIIe ;
- Une Buick Electra de 1959;
- Une rare voiture George Irat de 1939;
- Une voiture électrique Peugeot VLV de 1941 ;
- Un camion Latil TAR de la première guerre mondiale;
- Un camion électrique SOVEL de l'ancienne chocolaterie Poulain de Blois;
- Un planeur Caudron C.800;
- Un avion Blériot type XI, conçu par Louis Blériot en 1909 ;
- Un des premiers tracteurs à moteur à explosion Mogul de 1898 ;
- Un tracteur Case à vapeur de 13 tonnes;
- Une des premières moissonneuse-batteuse-lieuse "Guillotin" de 1934 ;
- Une pompe à incendie à vapeur de 1850 ;
- Une locomotive à air et vapeur comprimée, fabriquée à Winterthur en Suisse;
- Une pompe à parfum ayant appartenu à François Coty;
- Un moteur fixe Bruneau à naphtaline de 1910 ;
- Un générateur électrique à vapeur de 34 tonnes;

Grâce à l’Indre, une roue à aubes et une turbine Fontaine entraînent une mécanique restaurée telle qu’elle existait dans la papeterie au XIXe Siècle.
En dehors du musée est encore exposée une grue à vapeur qui peut lever jusqu’à trente-quatre tonnes, ainsi que de nombreux engins industriels (Locomobiles, tracteurs, rouleaux compresseurs...).

## Galerie

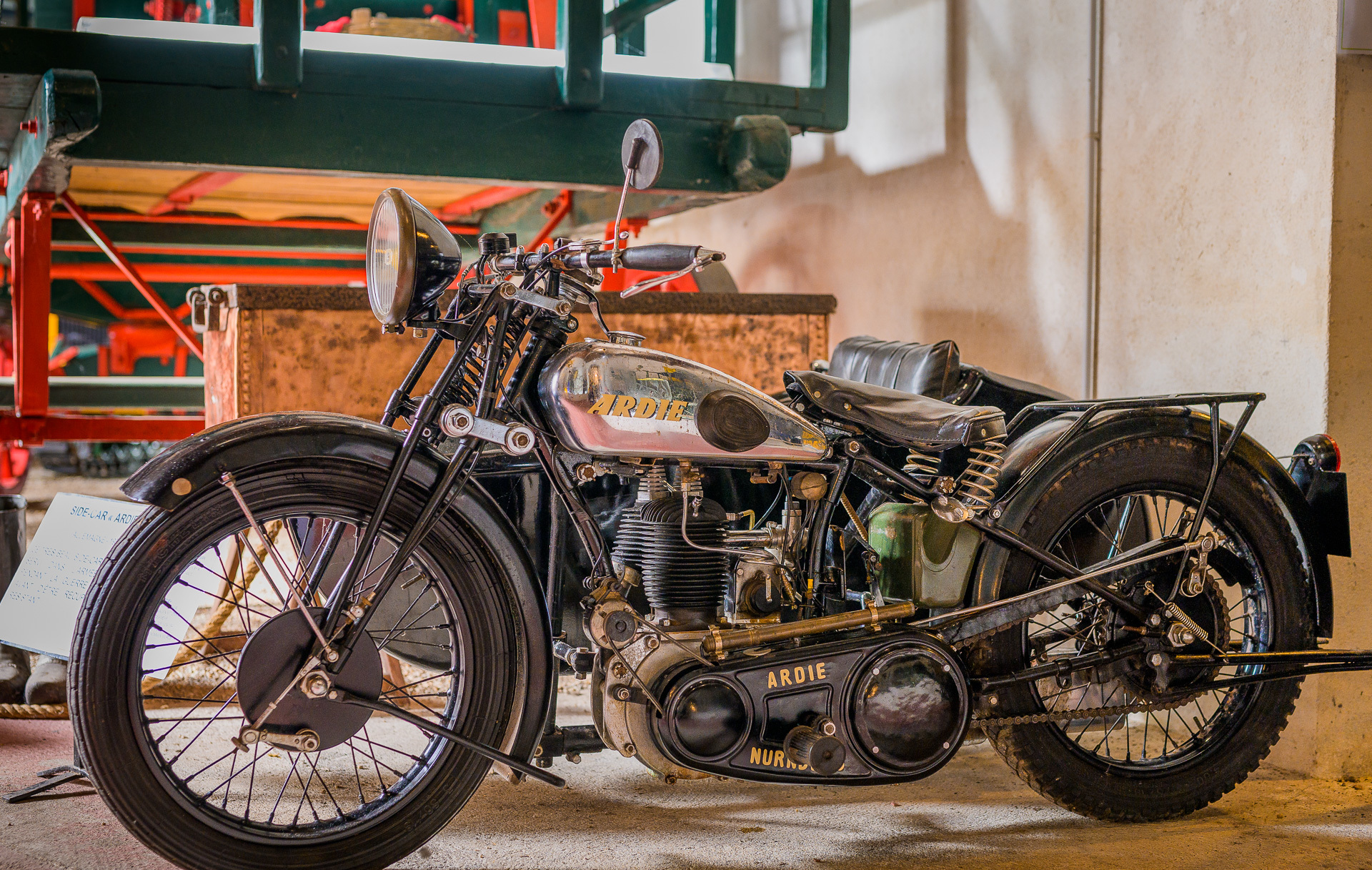
Moto side-car Ardie
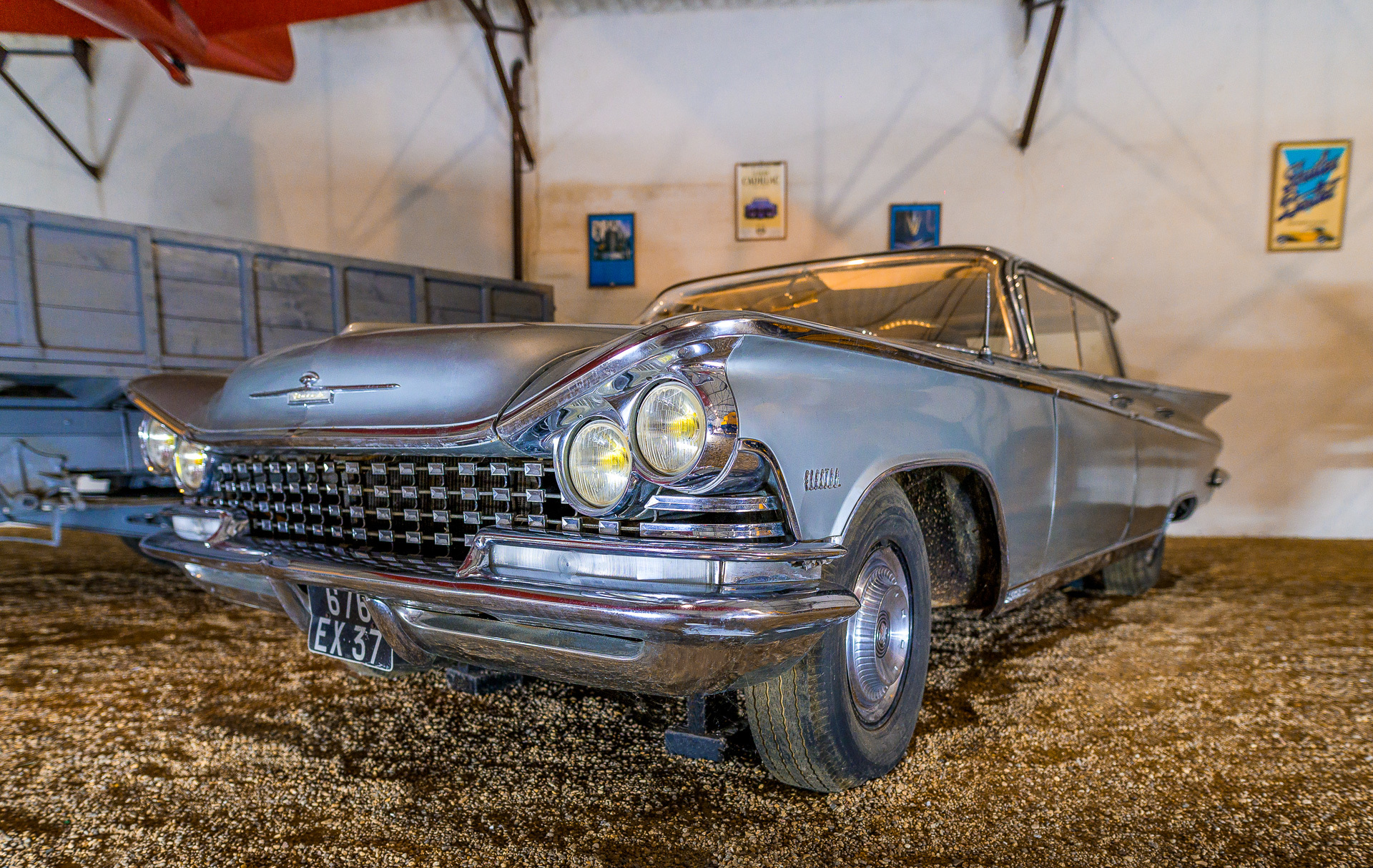
Buick Electra
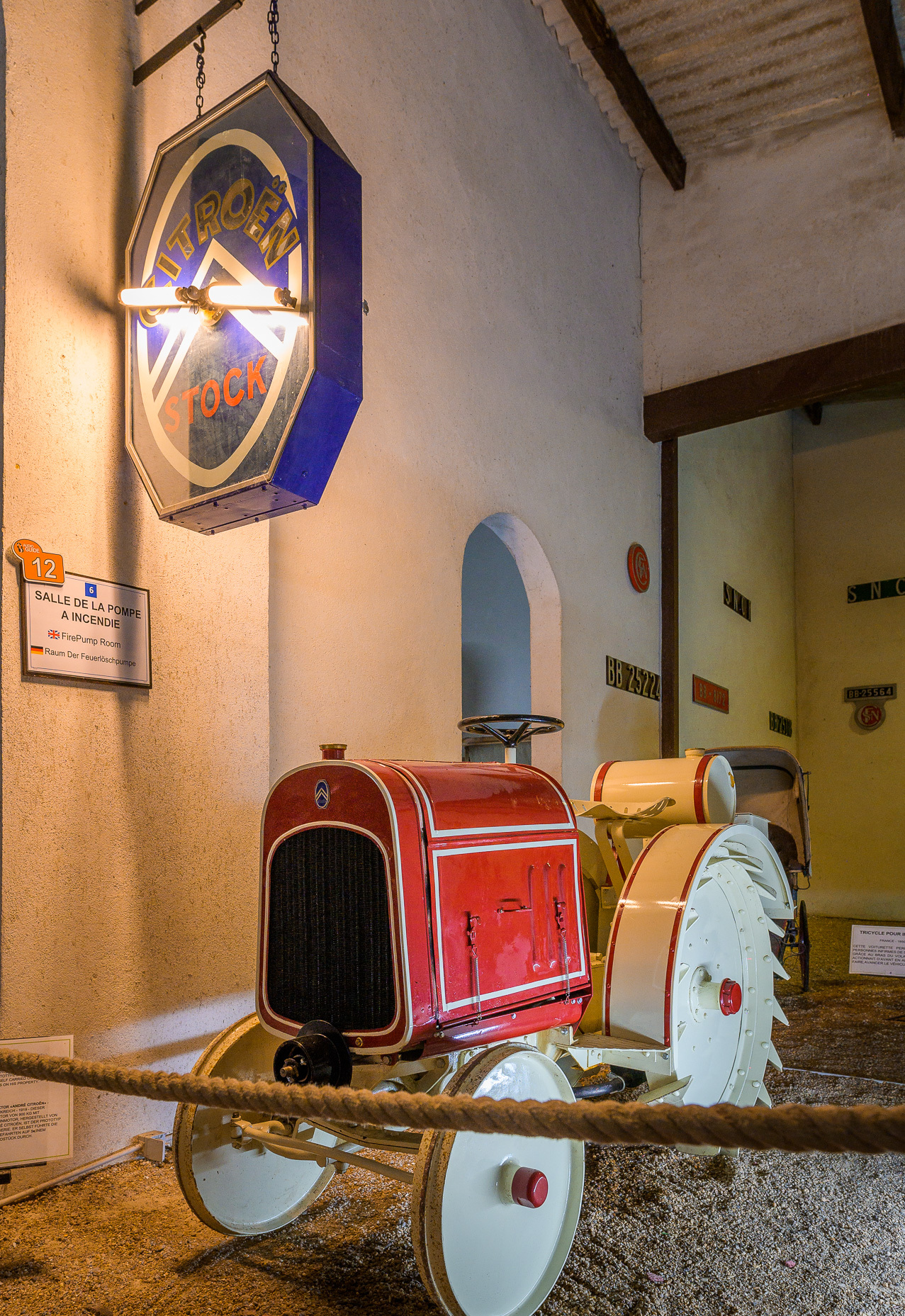
Tracteur Citroën
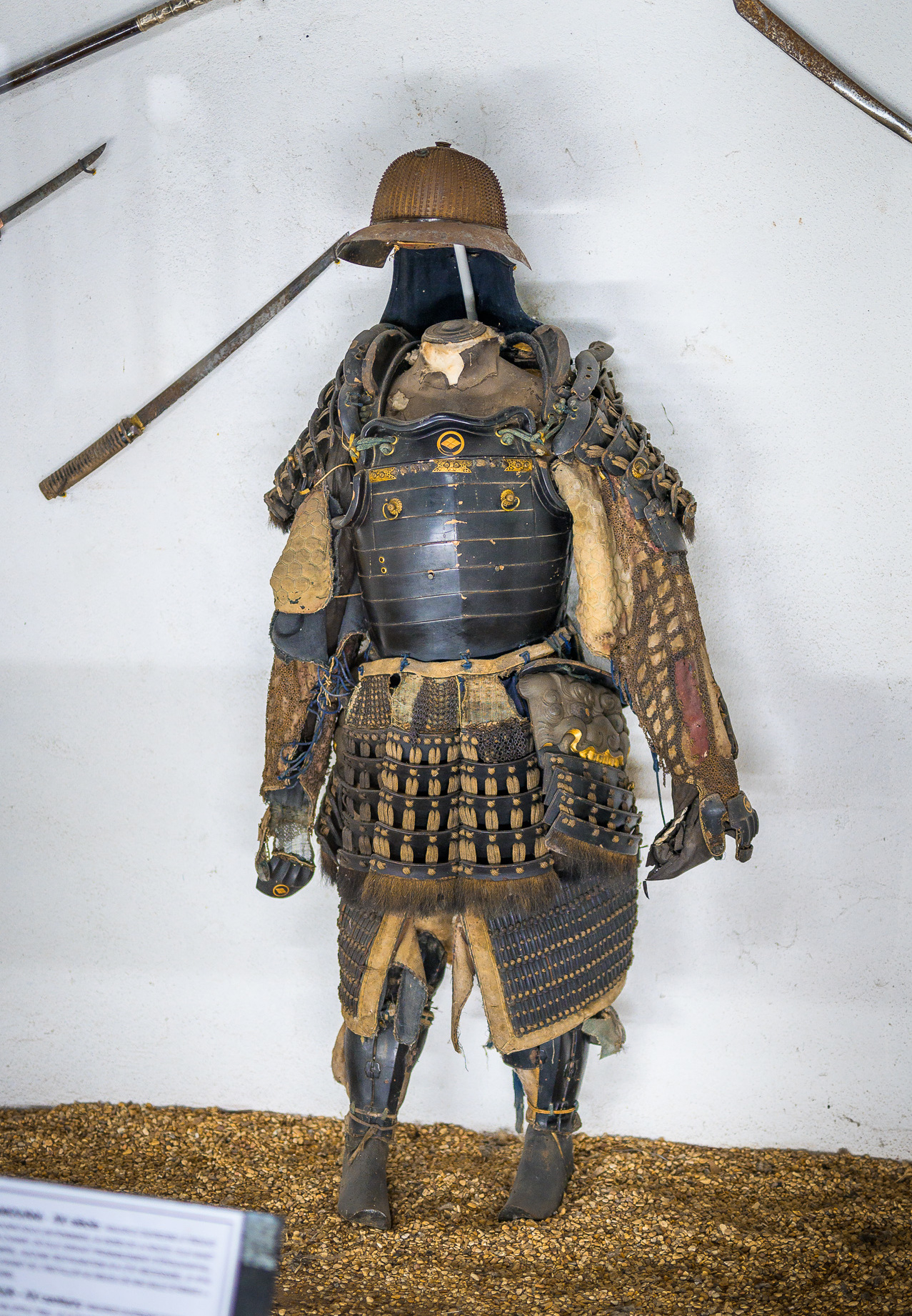
Armure de Samouraï
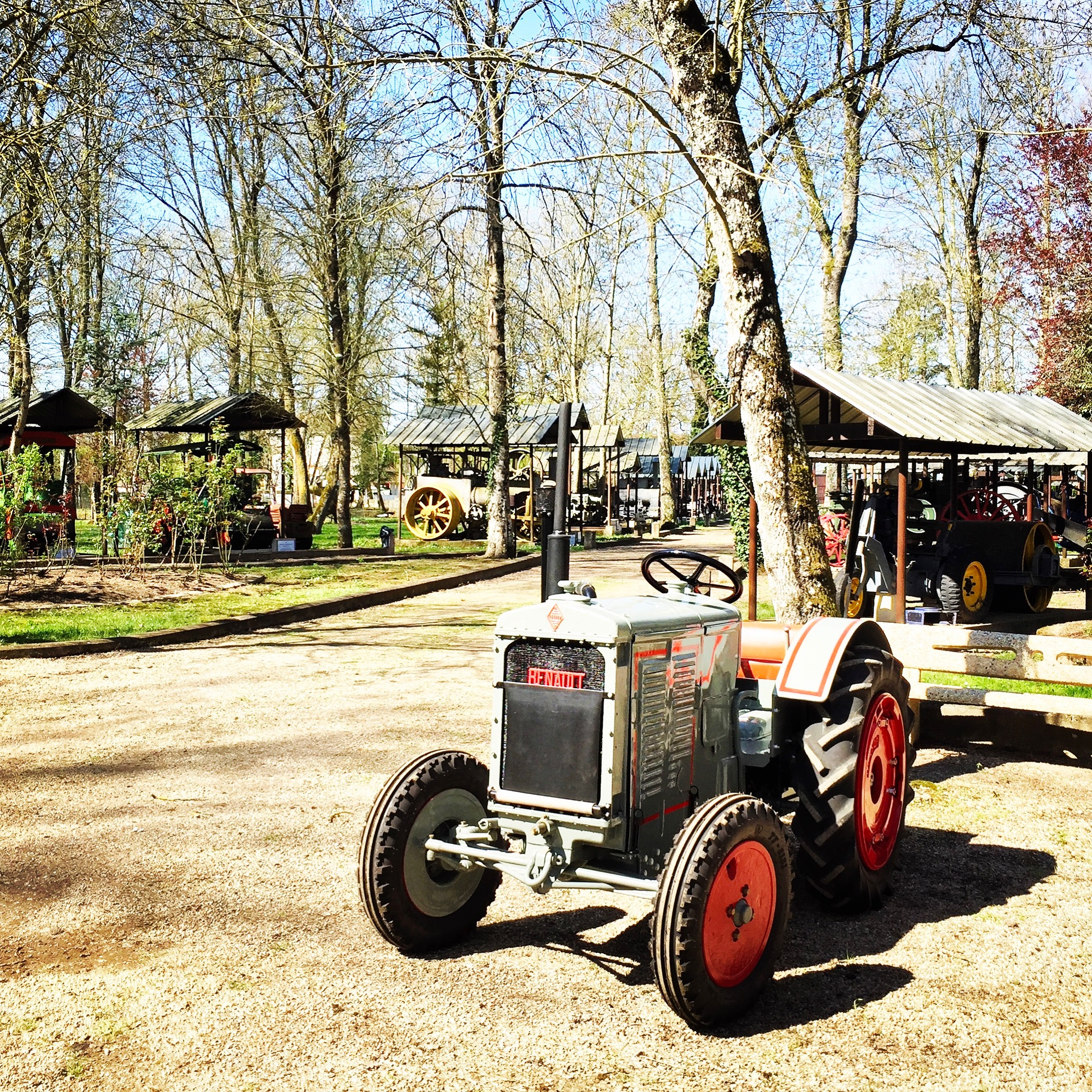
Tracteur Renault YL
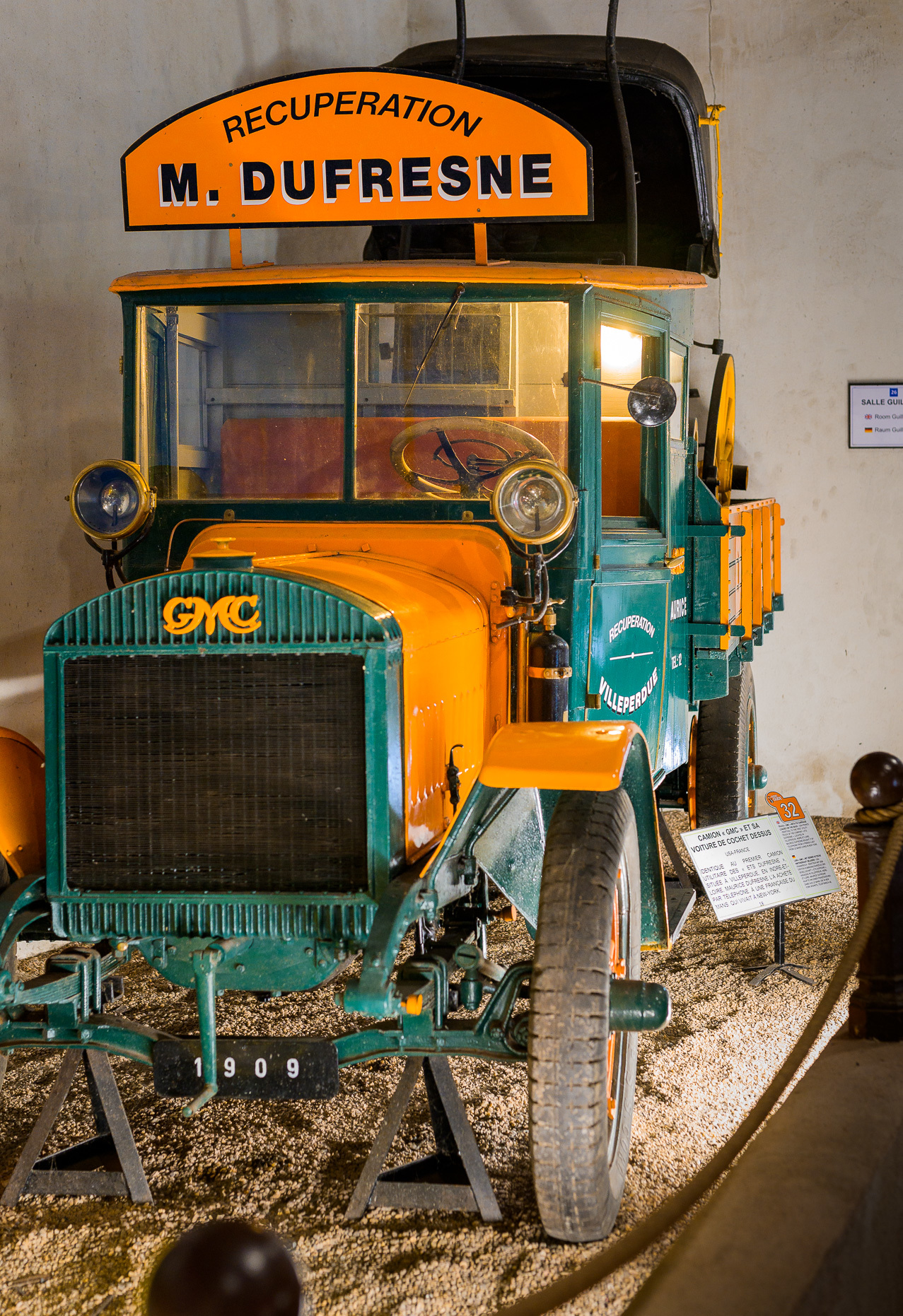
Camion GMC (1909), premier de l'entreprise Dufresne

## Fonctionnement
Le musée Maurice-Dufresne est un musée privé, fonctionnant sans subvention publique. Il a appartenu à M. Maurice Dufresne, puis après son décès en 2008 à sa femme. Cette dernière est décédée en août 2014. Ses enfants héritent alors du musée.
Le musée emploie neuf personnes, qui s'occupent de l'accueil, de la restauration du musée, ainsi que l'entretien du musée et de la réparation des collections.